# Petros Maghakyan
Petros Maghakyan, född 4 september 1826 i Konstantinopel (nuvarande Istanbul), död där 27 mars 1891, var en osmansk-armenisk skådespelare. 
Han var engagerad vid Srapion Hekimyans teatersällskap 1856–1861 och vid Orientaliska teatern 1861–1876, där han också var direktör 1869–1876.